# Robert Daum
Robert Daum (* 8. Januar 1889 in Elberfeld; † 6. Mai 1962 in Bad Gastein) war ein deutscher Sozialdemokrat.

## Leben

### Arbeitsleben
Daum wurde als Sohn eines Fuhrunternehmers in Hahnerberg geboren. Nach dem Besuch der Volksschule erlernte er den Beruf des Hausdieners. Später war er Handelsarbeiter. 1908 begann seine Karriere in der Transportarbeitergewerkschaft: zunächst als Mitglied des Elberfelder Vorstandes, seit 1914 als hauptamtlicher Angestellter und seit 1932 als Bezirksleiter. Daum nahm von 1914 bis 1918 als Soldat am Ersten Weltkrieg teil.
1933 zerstörten die Nationalsozialisten seine wirtschaftliche Existenz. Er baute sich neue Standbeine als Vertreter und Grundstücksmakler auf, blieb aber auf Unterstützungen seiner Töchter angewiesen. Mehrfach nahm ihn die Geheime Staatspolizei für kürzere Zeit in Schutzhaft. 1943 wurde er als Metallarbeiter dienstverpflichtet.

### Partei und Gewerkschaft
Daum trat 1907 der SPD und der Gewerkschaft bei. Seine politische Karriere begann nach der Rückkehr aus dem Ersten Weltkrieg. 1922/23 absolvierte er die Akademie der Arbeit. Außerdem bekleidete er Positionen in Organisationen des SPD-Umfelds: So war er von 1923 bis 1933 Vorsitzender des Allgemeiner-Deutscher-Gewerkschaftsbund-Ortsausschusses Elberfeld-Barmen / Wuppertal, von 1927 bis 1933 Aufsichtsratsvorsitzender der Bergischen Bauhütte und von 1931 bis 1933 Vorsitzender des Reichsbanners Schwarz-Rot-Gold Wuppertal.
Nach dem Zweiten Weltkrieg organisierte er als Leiter eines Gewerkschaftsbüros im ehemaligen ADGB-Haus die ersten Betriebsversammlungen in Wuppertal. Nachdem die britische Militärregierung dies zuließ, fand am 18. September 1945 eine Versammlung in der Stadthalle statt, bei der sich der Wuppertaler Ortsausschuss des Freien Deutschen Gewerkschaftsbundes gründete. Daum plädierte in einer Rede für die Einheitsgewerkschaft und wurde zum Gründungsvorsitzenden gewählt. Der Ortsausschuss bildete später Fachgruppen, aus denen 1946 die Einzelgewerkschaften hervorgingen.

### Abgeordneter
Daum wurde 1924 in den Stadtrat von Elberfeld gewählt. Nach Gründung der Stadt Wuppertal 1929 gehörte er bis 1933 dem Wuppertaler Stadtrat an. Er war als Nachrücker für wenige Monate von April bis Juli 1932 Mitglied des Reichstages.
In der Nachkriegszeit in Deutschland berief ihn die Militärregierung in den Beirat der Stadt Wuppertal, einen Vorläufer des Stadtrats. Ab 1946 war er auch gewählter Stadtverordneter in Wuppertal. Außerdem war er von 1946 bis 1947 ein ernanntes Mitglied im Landtag Nordrhein-Westfalen sowie 1948 bis 1949 im Wirtschaftsrat des Vereinigten Wirtschaftsgebietes. Er saß von 1953 bis 1957 im 2. Deutschen Bundestag.

### Öffentliche Ämter
Von 1946 bis 1948 und von 1949 bis 1951 war er Oberbürgermeister von Wuppertal. Seine Amtszeiten waren gekennzeichnet von der Bekämpfung der Folgen des Zweiten Weltkriegs, wie dem Hunger in der Wuppertaler Bevölkerung im Hungerwinter, der Beseitigung von rund fünf Millionen Kubikmetern Trümmer sowie der Erstellung von neuem Wohnraum. Außerdem veranlasste er, den vor dem Krieg begonnenen Ausbau der Talstraße (heute B 7) schnell fortzusetzen.

## Gedenken
Nach Daum ist der Robert-Daum-Platz in Wuppertal-Elberfeld benannt, der wiederum Namensgeber einer Station der Wuppertaler Schwebebahn ist.